# Independente Sport Clube do Tômbua
Independente Sport Clube do Tômbua, meist kurz Independente, ist ein Fußballverein aus der angolanischen Stadt Tômbua. Der Verein unterhält auch Sektionen in anderen Sportarten, darunter Handball.
Der Klub empfängt seine Gäste im 2013 runderneuerten Campo do Independente do Tômbua, auch historisch nach seinem Sportkomplex Electro Clube genannt. 3.000 Zuschauer finden hier Platz.

## Geschichte
Der Klub wurde am 8. Dezember 1928 als Independente Sport Clube Porto Alexandre gegründet, durch die Vereinigung der hiesigen Fischer. Der Klub erlebte seine erfolgreichste Zeit zum Ende der portugiesischen Kolonialzeit, als Angola seine wirtschaftlich größte Entwicklung zeigte. So wurde Independente von 1969 bis 1971 drei Mal in Folge angolanischer Meister.
Die Stadt Tômbua trug bis 1975 den portugiesischen Ortsnamen Porto Alexandre. Nach der Unabhängigkeit Angolas von Portugal 1975 änderte der Verein passend zum geänderten Ortsnamen auch den Vereinsnamen in seine heutige Bezeichnung.
1994 gelang Independente der Einzug ins Finale des angolanischen Pokalwettbewerbs, der Taça de Angola. Er unterlag dem Hauptstadtverein Petro Luanda, der jedoch im gleichen Jahr auch die angolanische Meisterschaft gewann. So qualifizierte Independente sich für den Afrikapokal der Pokalsieger. Dort schied er in der ersten Runde gegen Olympic Mvolyé aus Kamerun aus.
Die Saison im Girabola 1999 beendete Independente als 14. und stieg damit in die zweite Liga, den Gira Angola ab. Bisher ist dem Klub der Wiederaufstieg in die oberste Spielklasse des Landes nicht gelungen (Stand: Dezember 2014).

## Erfolge
- Angolanische Meisterschaft
  - Sieger: 1969, 1970, 1971 (alle vor der Unabhängigkeit)
- Angolanischer Pokal
  - Finalist: 1994
- Angolanischer Supercup
  - Sieger: 1995
- Afrikapokal der Pokalsieger
  - Teilnehmer: 1995

## Statistik in den CAF-Wettbewerben
| Wettbewerb           | Runde    | Gegner         | Hinspiel | Rückspiel |  |
| -------------------- | -------- | -------------- | -------- | --------- |  |
|                      |          |                |          |           |  |
| CAF Cup Winners 1995 | 1. Runde | Olympic Mvolyé | 1:2 (H)  | 0:3 (A)   |  |